# Phytocoris antennalis
Phytocoris antennalis är en insektsart som beskrevs av Reuter 1909. Phytocoris antennalis ingår i släktet Phytocoris och familjen ängsskinnbaggar. Inga underarter finns listade i Catalogue of Life.